# اوتوریو (تارن-ا-گارون)
اوتوریو (به فرانسوی: Auterive) یک کمون در فرانسه است که در تارن-ا-گارون واقع شده‌است. اوتوریو ۳٫۶۸ کیلومتر مربع مساحت دارد ۱۲۰ متر بالاتر از سطح دریا واقع شده‌است.